# Chèvre (drank)

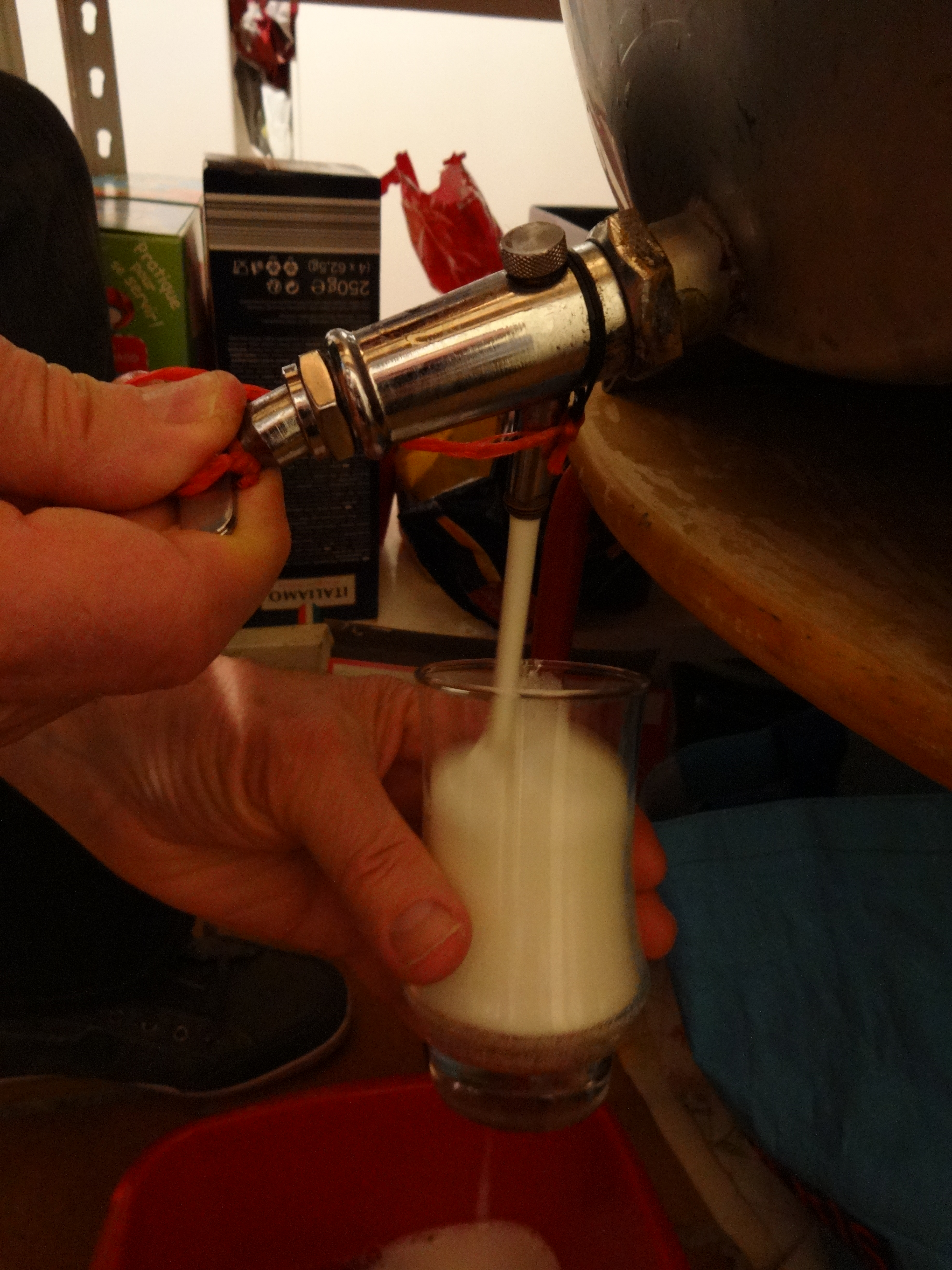
Tappen van Chèvre

Chèvre is een alcoholische drank die wordt verkregen door vergisting van vruchtensap, meestal appelsap, in een gesloten vat. 

## Oorsprong
Chèvre wordt vooral geproduceerd in de regio's om het meer van Genève. Het wordt ook wel vin forcé , cidre forcé  of  vin mousseux  genoemd. Over de herkomst van de naam bestaat geen consensus. De meest genoemde reden is dat de vaten onder een geitenhuid werden bewaard, maar de overeenkomst in mondgevoel met geitenmelk wordt ook genoemd.

## Ingrediënten
De hoofdbestanddelen van Chèvre zijn: 
- vruchtensap, veelal appelsap of druivensap
- kruiden  (veelal kruidnagel, kaneel en nootmuskaat)
- een bindmiddel (maizena of rijstmeel) dat zorgt voor meer en stabieler schuim
- suiker
- vaak een kleine hoeveelheid sterkte drank zoals rum

De vergisting kan, net als bij cider, plaatsvinden door de natuurlijk aanwezige gisten op het fruit, of door toevoeging van gecultiveerde gist.

## Proces
Bij normale vergisting van wijn of cider kan de bij de vergisting ontstane koolstofdioxide ontsnappen via een waterslot. Chèvre vergist echter in een  speciaal gesloten vat, waardoor hoge druk - tot wel 10 bar- ontstaat. De gist zal afsterven doordat het alcoholpercentage stijgt (sommigen beweren door de hoge druk).
Voor consumptie wordt eerst het depot van dode gistcellen en uitgezakte vaste delen verwijderd, door de kraan te openen.

## Consumptie
Bij het nuttigen wordt het vat via een kraan kort geopend. Door de hoge druk, ontstaat op dat moment een schuim. Dit schuim dient direct gedronken te worden. Na enkele seconden verdwijnt het schuim reeds. Door het schuim wordt slechts een zeer kleine hoeveelheid drank per glas gedronken. Het mondgevoel is "mollig", de smaak zoet en fris, maar door toevoeging van de kruiden en sterke drank, ontstaat een complexere smaak.